# Овал на Касини
Овал на Касини или крива на Касини е плоска алгебрична крива от четвърта степен, представляваща множеството от точките, произведението на разстоянията от които до две зададени точки е постоянно число (лемниската с два фокуса).
В декартова координатна система с начало средата на отсечката между двата фокуса и абсциса по продължение на същата отсечка, уравнението на овала на Касини е
{\displaystyle (x^{2}+y^{2}+c^{2})^{2}-4c^{2}x^{2}=a^{4}},
където c е половината от разстоянието между фокусите, т.е. координатите на фокусите са F1(c,0) и F2(-c,0).
В полярна координатна система уравнението на кривата е
{\displaystyle r^{2}=c^{2}\cos 2\varphi \pm {\sqrt {c^{4}\cos ^{2}2\varphi +a^{4}-c^{4}}}},
което се получава след полагане на {\displaystyle x=r\cos \varphi } и {\displaystyle y=r\sin \varphi }.

## Класификация
Формата на един овал на Касини зависи от отношението между a, c и {\displaystyle c{\sqrt {2}}}. Пълното разбиране за същността на кривата на Касини идва когато се даде нейната геометрична визуализация: а именно кривата на Касини представлява сечение на тор с равнина успоредна на оста на ротация. Формата на кривата зависи от това къде ще бъде отсечен торът.
- При a < c овалът на Касини се състои от две поотделно свързани затворени изпъкнали криви.

- При a = 0, двете примки се израждат до симетрични окръжности.
- При 0 < a < c, кривата се разпада на две симетрични относно ординатата половини, наричани „примки“ или „яйца“ ().

- При {\displaystyle a\geq c}, кривата е едносвързана. Пресича оста x в точките {\displaystyle S_{1}(-{\sqrt {a^{2}+c^{2}}},0)} и {\displaystyle S_{2}({\sqrt {a^{2}+c^{2}}},0)}, а пресича оста y в точките {\displaystyle N_{1}(0,-{\sqrt {a^{2}-c^{2}}})} и {\displaystyle N_{2}(0,{\sqrt {a^{2}-c^{2}}})}.

- В частния случай a = c се получава лемнискатата на Бернули, за която точките {\displaystyle N_{1},N_{2}} съвпадат, т.е. кривата има една точка на самопресичане ().
- При {\displaystyle c<a<c{\sqrt {2}}}, овалът на Касини се вдлъбва и точките {\displaystyle N_{1}} и {\displaystyle N_{2}} вече играят ролята съответно на локални максимум и минимум. Освен тях овалът има още 4 инфлексни точки и още 4 локални екстремума. В математическия фолклор кривата в този случай се нарича също „фъстък“ ().
- За {\displaystyle a=c{\sqrt {2}}}, кривината в точките {\displaystyle N_{1}} и {\displaystyle N_{2}} е нула. В околност на тези точки допирателните към овала на Касини съвпадат с кривата.
- При {\displaystyle a\geq c{\sqrt {2}}}, точките {\displaystyle N_{1}} и {\displaystyle N_{2}} играят ролята съответно на минимум и максимум. Кривата е изпъкнала и поради формата си шеговито е наричана „пъпеш“.

## История
Около 1680 Джовани Касини е изследвал фамилия криви, които е смятал че описват орбитата на земята около слънцето. Частния случай при a = c е изследван през 1694 г. от Якоб Бернули, който обаче не е имал представа за връзката между неговата крива и овалите на Касини. Тази връзка, както и представянето на овалите като сечения на тор с равнина се установява едва през XIX в.